# Handwerker mit Sohn

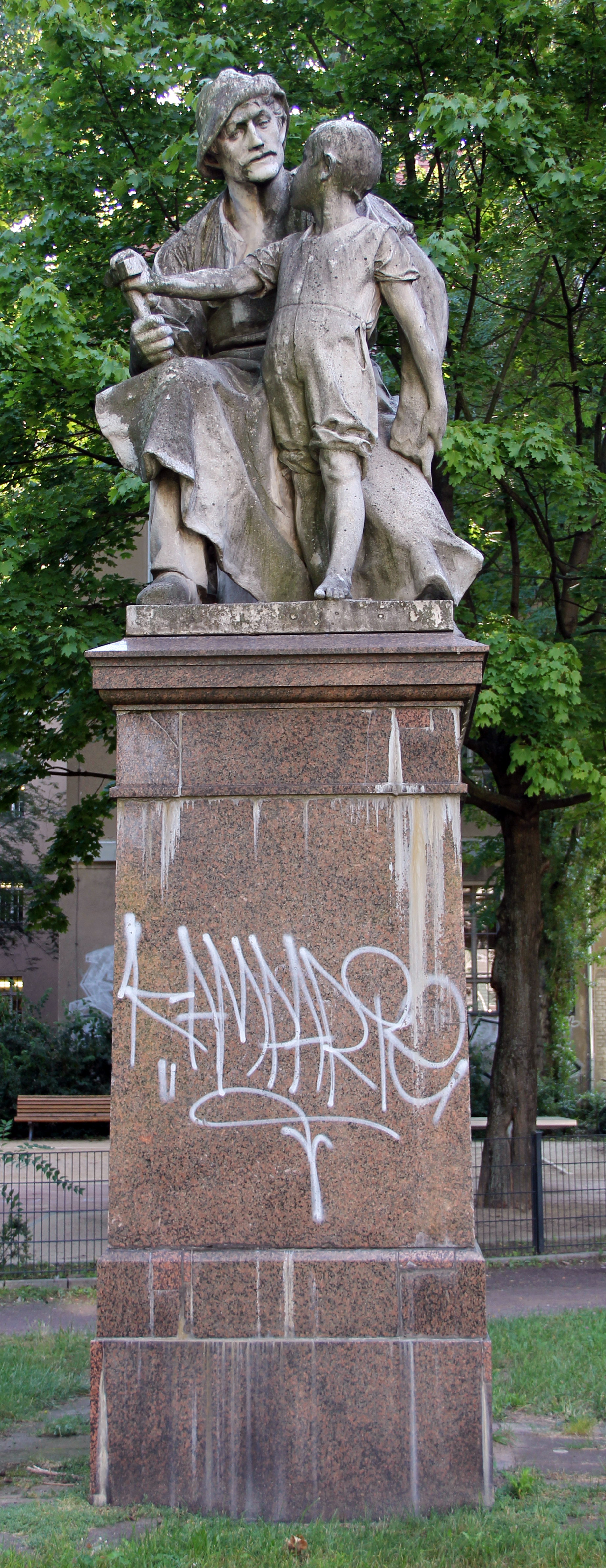
Skulptur „Handwerker mit Sohn“ im Jahr 2012

Die auch als „Vatergruppe“ benannte Skulptur Handwerker mit Sohn ist ein 1898 von dem deutschen Stein- und Holzbildhauer Wilhelm Haverkamp aus Laaser Marmor geschaffenes Werk. Zusammen mit ihrem Pendant Mutter mit Kind, der sogenannten „Muttergruppe“, war sie zunächst Bestandteil einer Denkmalgruppe mit einer Exedra auf dem nicht mehr erhaltenen Andreasplatz im Berliner Ortsteil Friedrichshain. Nach der Zerstörung der Anlage wurde die Skulptur 1960 separat auf einem hohen Sockel positioniert. Sie befindet sich heute in der Andreasstraße gegenüber ihrem damaligen Standort und steht unter Denkmalschutz.

## Beschreibung
Die im Subtraktionsverfahren geschaffene lebensgroße Marmorskulptur ist 250 cm hoch, steht auf einem 300 × 137 × 163 cm hohen Sockel und hat ein Realgewicht von über dreitausend Kilogramm.
Die Plastik zeigt Vater und Sohn, verbunden über Körperhaltung und Blick. Der Vater sitzt auf einem würfelartigen Hocker, dessen Umrisse unter einem Faltenspiel noch zu erkennen sind. Mit einer leichten Drehbewegung wendet er sich dem mit dem Rücken an ihn angelehnten stehenden kleinen Jungen zu. Sohn und Vater schauen sich gegenseitig an, während der Junge nach dem Hammer greift, den der Vater in seiner rechten Hand hält. Mit der linken Hand fasst das Kind nach der anderen Hand des Vaters.
Die Plastik weist einen starken Wechsel von konvexen und konkaven Wölbungen auf und umfasst dadurch ein großes Raumvolumen.

## Geschichte
Von 1865 bis 1888 wurde der nach dem Apostel Andreas benannte Andreasplatz für die regelmäßigen Wochenmärkte des Stralauer Viertels genutzt. Die am 1. Mai 1888 eröffnete Markthalle in direkter Nachbarschaft etablierte ihn weiterhin als Treffpunkt des Viertels. Auf Beschluss der der Berliner Stadtverordnetenversammlung am 9. April 1896 den Platz künstlerisch zu gestalten, bekam der ehemalige Stadtbaurat Hermann Blankenstein den Auftrag, eine von zwei Skulpturen flankierte halbrunde, monumentale Sitzbank mit Springbrunnen zu entwerfen. Der Künstler Edmund Gomansky schuf die rechte Skulptur, die sogenannte „Muttergruppe“, die die Frau in ihren traditionellen Rollen als Ehefrau und Mutter darstellt. Wilhelm Haverkamp formte die linke Skulptur, die sogenannte „Vatergruppe“. Sie symbolisiert die traditionelle Beziehung zwischen Vater und Sohn in der Weitergabe des Handwerks.
Gegenwärtig ist die Skulptur das letzte Zeugnis wilhelminischer Denkmalkultur im Friedrichshainer Straßenbild und steht momentan am hinteren Eingang des Andreas-Gymnasiums. Sie befindet sich auf einem kleinen Wiesenstück und ist dadurch von den anderen Gebäuden abgeschieden.

## Formanalyse und Interpretation
Die Skulptur symbolisiert sowohl in ihrer Gesamtkomposition wie auch im Figurenarrangement und den dargestellten Attributen feste Rollenbilder und Wertvorstellungen der wilhelminischen Zeit.
Das nach dem Hammer greifende kleine Kind dient als Symbol für die unerfahrene Jugend, die zum Vater als einer Metapher für das geübte, arbeitstätige Patriarchat der Gesellschaft emporsieht. Der Vater, wohlsitzend auf seinem Sockel, repräsentiert die wirtschaftliche und soziale Sicherheit, die er dank seiner Tätigkeit genießt. Der eifrige Griff nach dem Werkzeug zeigt die Determination, mit der das Kind das Wissen und die Position seines Vaters anstrebt. Es akzeptiert diese Übernahme, in dem es den Hammer berührt. Damit wird gezeigt, wie die Tradierung des Arbeitermilieus als eine Berufung über Generationen weitergegeben wird. Zugleich steht dem Ergreifenwollen des noch viel zu schweren Werkzeuges auf der einen Seite, der Suche nach Schutz und Geborgenheit auf der anderen gegenüber. Damit wird familiäre Intimität in ihrer Durchdrungenheit durch gesellschaftliche Traditionen dargestellt. Die übersteigerte Größe der Skulptur drückt ebenfalls die Standhaftigkeit dieser Tradition aus, mit der die Söhne die Tätigkeit der Vorgeneration übernehmen, während die „Muttergruppe“ daneben die Frauen und Mädchen in den konventionellen Rollen dieser Zeit darstellt. Die Denkmalästhetik, die eher ein romantisches Arbeiterbild vermittelt, das in keinem Verhältnis zu den wirklichen Lebensverhältnissen an diesem Ort stand, hatte die Intention, verschönernd zu beschwichtigen.
Der hohe Sockel, der den Blick des Betrachters nach oben zwingt, intensiviert die Monumentalität und Gültigkeit dieser Konventionen in der gesamten Formsprache. Zugleich büßt die Szene durch ihn an Intimität und Beschaulichkeit ein und erfährt eine diesem Genremotiv unangemessene Monumentalisierung. Sowohl in dieser Komposition wie auch in der Position im Stadtbild ist die ehemals stimmige Einbindung in die unmittelbare Umgebung reduziert.